# Petunia inflata
Petunia inflata là loài thực vật có hoa trong họ Cà. Loài này được R.E. Fr. miêu tả khoa học đầu tiên năm 1911.